# Kono (distrikt)
Kono är ett distrikt i Eastern Province i Sierra Leone. Huvudort samt största stad är Koidu och vid folkräkningen 2015 hade distriktet 506 100 invånare. Distriktet bildades vid Sierra Leones administrativa omorganisation 1920.
Kono har länge varit Sierra Leones viktigaste ekonomiska region på grund av dess rika tillgång på diamanter. De första diamantfynden gjordes på 1930-talet och stora fyndigheter har hittats längs med övre delen av floden Sewa och på fälten runt Koidu och Tongo.

## Administrativ indelning
Distriktet består av fjorton hövdingadömen.
| - Fiama - Gbane - Gbane Kandor - Gbense - Gorama Kono - Kamara - Lei | - Mafindor - Nimikoro - Nimiyama - Sandor - Soa - Tankoro - Toli |

## Befolkningsutveckling
| Befolkningsutvecklingen i Kono 1963–2015 | Befolkningsutvecklingen i Kono 1963–2015 | Befolkningsutvecklingen i Kono 1963–2015 | Befolkningsutvecklingen i Kono 1963–2015 | Befolkningsutvecklingen i Kono 1963–2015 |
| ---------------------------------------- | ---------------------------------------- | ---------------------------------------- | ---------------------------------------- | ---------------------------------------- |
|                                          |                                          |                                          |                                          |                                          |
| År                                       |                                          |                                          | Folkmängd                                |                                          |
| 1963                                     | 1963                                     |                                          | 167 915                                  |                                          |
| 1974                                     | 1974                                     |                                          | 328 930                                  |                                          |
| 1985                                     | 1985                                     |                                          | 389 657                                  |                                          |
| 2004                                     | 2004                                     |                                          | 335 401                                  |                                          |
| 2015                                     | 2015                                     |                                          | 506 100                                  |                                          |
|                                          |                                          |                                          |                                          |                                          |